# Puerta de enlace

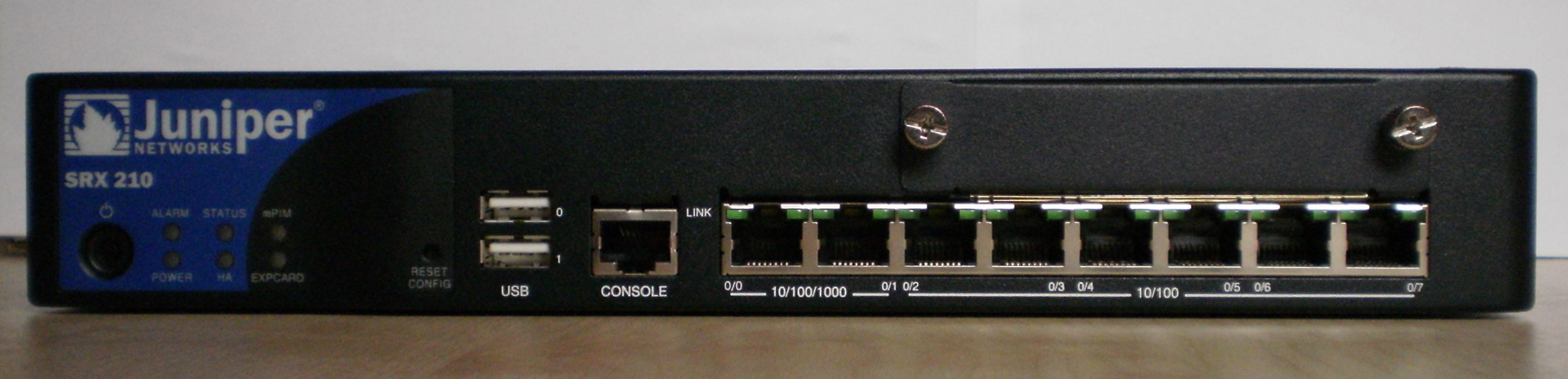
Puerta de enlace de servicio Juniper SRX210.

La pasarela (en inglés gateway) o puerta de enlace es el dispositivo que actúa de interfaz de conexión entre aparatos o dispositivos, y también posibilita compartir recursos entre dos o más ordenadores.
Su propósito es traducir la información del protocolo utilizado en una red inicial, al protocolo usado en la red de destino.
La pasarela es normalmente un equipo informático configurado para dotar a las máquinas de una red de área local (Local Area Network, LAN) conectadas a él de un acceso hacia una red exterior, generalmente realizando para ello operaciones de traducción de direcciones de red (Network Address Translation, NAT). Esta capacidad de traducción de direcciones permite aplicar una técnica llamada enmascaramiento de IP , usada muy a menudo para dar acceso a Internet a los equipos de una LAN compartiendo una única conexión a Internet, y por tanto, una única dirección IP externa.
La dirección IP de una pasarela a menudo es 192.168.1.1 o 192.168.0.1 y utiliza algunos rangos predefinidos, como por ejemplo 127.x.x.x, 10.x.x.x, 172.x.x.x, 192.x.x.x. La puerta de enlace de un enrutador se puede averiguar ejecutando el comando ipconfig desde el símbolo del sistema de Windows, o con el comando ip route desde una terminal en macOS y GNU/Linux.
Un equipo que haga de puerta de enlace en una red debe tener necesariamente dos tarjetas de red (Network Interface Card, NIC).
La puerta de enlace predeterminada (default gateway) es la ruta predeterminada o ruta por defecto que se le asigna a un equipo y tiene como función enviar cualquier paquete del que no conozca por cuál interfaz enviarlo y no esté definido en las rutas del equipo, enviando el paquete por la ruta predeterminada.
En entornos domésticos, se usan los routers ADSL como puertas de enlace para conectar la red local doméstica con Internet; aunque esta puerta de enlace no conecta dos redes con protocolos diferentes, sí que hace posible conectar dos redes independientes haciendo uso de NAT.